# Озерковское кладбище
Озерковское кладбище — кладбище, расположенное в 8 км по Мурманскому шоссе от Санкт-Петербурга, вблизи посёлка Разметелево, около деревни Озерки. На кладбище находится мемориал воинам ВОВ и братские захоронения и расположена часовня Николая Чудотворца (с июня 2009 года). Адрес: Ленинградская обл., Всеволожский р-н, дер. Озерки, Мурманское ш., 28-й км.

## Описание
Расположено кладбище на песчаных землях в сосновом бору. Часть участков находится на открытых площадках. Кладбищенская часовня Николая Чудотворца построена на частные средства жителем соседнего поселка Ексолово В. Никольским (в честь покойной супруги). Строение часовни сделано из кирпича, завершается голубым куполом на высоком барабане с восемью полуциркульными окнами.

## Проезд
- Автобус (маршрутное такси) № 429 от м. «Ладожская» — до конечной;
- На автомобиле — 20 мин. езды от м. «Улица Дыбенко»[1]

## Известные похороненные
- Иван Александрович Поташов (22 июля 1989, Апатиты — 23 мая 2013, Санкт-Петербург) — 23-летний петербуржец, который был смертельно избит уроженцем Южной Осетии Айваром Кочиевым[3]. Похоронен 28 мая 2013 года[4].